# New Woodville (Oklahoma)
New Woodville es un pueblo ubicado en el condado de Marshall en el estado estadounidense de Oklahoma. En el año 2010 tenía una población de 132 habitantes y una densidad poblacional de 440 personas por km².

## Geografía
New Woodville se encuentra ubicado en las coordenadas 33°58′7″N 96°39′15″O / 33.96861, -96.65417 (33.968724, -96.654078).

## Demografía
Según la Oficina del Censo en 2000 los ingresos medios por hogar en la localidad eran de $9,375 y los ingresos medios por familia eran $9,375. Los hombres tenían unos ingresos medios de $15,625 frente a los $18,750 para las mujeres. La renta per cápita para la localidad era de $5,438. Alrededor del 47.5% de la población estaban por debajo del umbral de pobreza.